# زهلنفان
زهلنفان یا دامن (بلوچی: زهلنپان یا ڈمن)، روستایی در دهستان دامن بخش دامن شهرستان ایرانشهر در استان سیستان و بلوچستان ایران است. این روستا، مرکز بخش دامن است.

## جمعیت
بر پایه سرشماری عمومی نفوس و مسکن در سال ۱۳۹۵، جمعیت این روستا برابر با ۵۲۱ نفر (۱۳۰ خانوار) بوده‌است.